# 奧蘇姆河

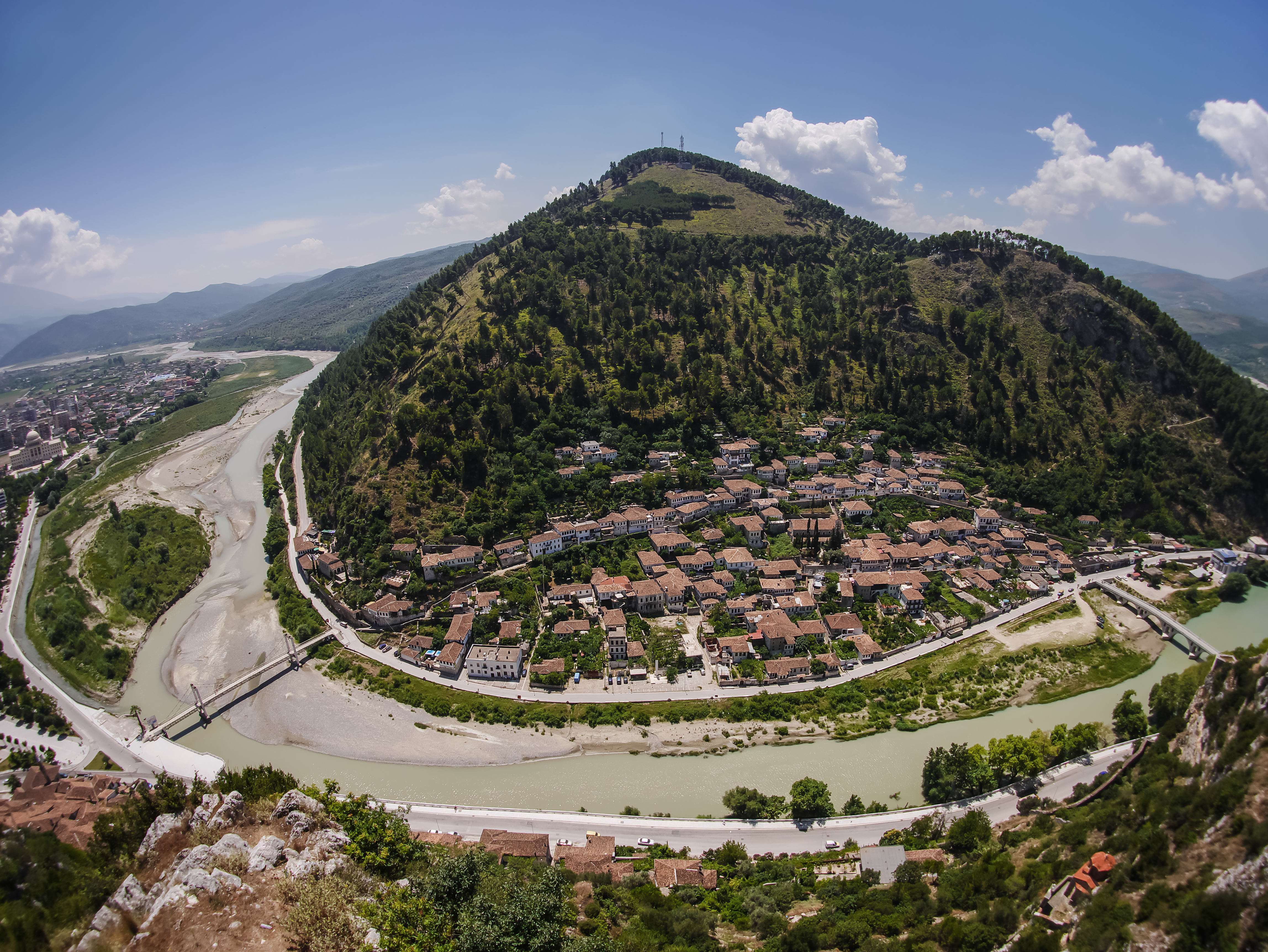

40°48′46″N 19°51′31″E / 40.81278°N 19.85861°E
奧蘇姆河，是阿爾巴尼亞的河流，位於該國南部，是塞曼河的河源，發源自科赤州西南部，河道全長161公里，流域面積2,073平方公里，平均流量每秒32.5立方米。